# Бутанон
Бутанон (метилетилкетон) — хімічна сполука класу кетонів, безбарвна легколетка рідина із запахом, що нагадує запах ацетону. Володіє всіма хімічними властивостями, характерними для аліфатичних кетонів, використовується як розчинник і сировина в органічному синтезі.

## Отримання
У промисловості метилетилкетон отримують з бутенів, що містяться в бутан-бутиленовій фракції газів переробки нафти. Перша стадія — гідратація бутену 70—85%-ною H2SO4 при 30—40 °C і тиску ~0,1 МПа в 2-бутанол з проміжним утворенням 2-бутилсульфату CH3CH(OSO3H)C2H5. 2-Бутанол виділяють ректифікацією і перетворюють на метилетилкетон дегідрогенізацією при 400—500 °C (каталізатори — ZnO на пемзі, цинк-мідний) або окислюють дегідрогенізацією при 500 °C у присутності Ag на пемзі. Селективність гідратації бутенів становить 80-85 %, дегідрогенізація 2-бутанолу — близько 99 %, окислювального гідрування — 85—90 %.
Недоліки процесу: утворення великої кількості стічних вод на стадії гідратації, високі енерговитрати, пов'язані з необхідністю концентрування H2SO4 (розбавляється при гідратації до 35%-ної).
Розроблені та впроваджені (Японія, Німеччина) процеси прямої гідратації бутенів з використанням гетерополікислот і сульфокатіонітів як каталізаторів, які не мають зазначених недоліків. Перспективно отримання метилетилкетону окисленням бутен на гомогенному каталізаторі — водному розчині солі Pd та оборотно діючого окислювача (наприклад, фосфорномолібденванадієвої гетерополікислоти).
У лабораторних умовах метилетилкетон можна отримати дегідрогенізацією 2-бутанолу. Також можливе одержання при гідролізі 2,2-дихлорбутану Для ідентифікації метилетилкетону синтезують його похідну семікарбазон (температура плавлення 148 °C) 2,4-дінітрофенілгідразон (Тпл 115 °C).
Світове виробництво бутанону ~800 тис. т/рік.

## Використання
Застосовують метилетилкетон, як розчинник перхлорвінілових, нітроцелюлозних, поліакрилових лакофарбових матеріалів і клеїв, типографських фарб, депарафінізації мастильних олив та знемаслювання парафінів (видалення суміші масла і низькоплавкого парафіну); проміжний продукт у виробництві пероксиду метилетилкетону (затверджувач поліефірних смол), втор-бутіламіна, метилетилкетон (антиоксидант) і ін.
Вибухонебезпечний в суміші з повітрям при концентрації 1,97-10,2 %.

## Вплив на людину
При концентрації
- 1 мг/л протягом 3—5 хвилин впливу на людину викликає подразнення слизових оболонок очей, носа і горла.
- 0,2 мг/л подразнення стає нестерпним.